# Arteria coronaria sinistra
L'arteria coronaria sinistra (in inglese left coronary artery), insieme all'arteria coronaria destra, fornisce il sangue necessario al cuore.
Quest'arteria origina dall'aorta ascendente tramite l'ostio coronario sinistro, in corrispondenza del seno di Valsalva e in prossimità delle semilune destra e sinistra della valvola aortica. Si trova tra l'arteria polmonare e l'atrio sinistro

## Decorso
La coronaria sinistra è caratterizzata da un tratto iniziale di circa 1 cm, il tronco comune, che si dirige obliquamente verso sinistra e verso il basso e decorre nel grasso epicardico; raggiunto il solco coronario, a livello del margine dell'auricola sinistra, si divide in due ramificazioni, il ramo interventricolare anteriore (IVA) e il ramo circonflesso. Talvolta si ha anche una triforcazione, e l'arteria che la produce è detta arteria intermedia.

### Ramo interventricolare anteriore
Noto anche come ramo discendente anteriore, origina dal tronco comune e decorre lungo il solco interventricolare anteriore, accompagnato dalla vena cardiaca magna, fino all'incisura cardiaca del margine acuto, che viene oltrepassata per un breve tratto: il ramo della coronaria sinistra si spinge così verso il ramo interventricolare posteriore della coronaria destra.
Durante il suo decorso, fornisce a sua volta rami per la vascolarizzazione della faccia sternocostale dei ventricoli e del setto interventricolare: uno di essi può spingersi verso il cono arterioso anastomizzandosi con l'arteria infundibolare della coronaria destra. I rami collaterali di sinistra prendono il nome di arterie diagonali, con la prima, più grossa, che irrora il ventricolo sinistro fino al margine ottuso. I rami perforanti, o settali, si spingono in profondità ad irrorare i due terzi anteriori del setto interventricolare e la componente ventricolare del sistema di conduzione del cuore.

### Ramo intermedio
In circa 1/3 dei soggetti, dal tronco comune, nella biforcazione tra ramo discendente anteriore e ramo circonflesso, nasce un ramo intermedio, che segue un decorso simile a quello della prima arteria diagonale del ramo discendente anteriore.

### Ramo circonflesso
Decorre nel solco coronario anteriore e, superato il margine ottuso, prosegue in quello posteriore esaurendosi prima di raggiungere la crux cordis. Nei pazienti a dominanza cardiaca sinistra prosegue oltre la crux cordis dando origine al ramo interventricolare posteriore, normalmente collaterale della coronaria destra.
Lungo il suo decorso fornisce vari rami collaterali, destinati sia alla vascolarizzazione degli atri che dei ventricoli: i primi possono continuare sulla parte anteriore degli atri anastomizzandosi con i rami della coronaria destra, mentre tra gli ultimi si trova l'arteria del margine ottuso, che irrora il margine sinistro del cuore.

## Galleria d'immagini

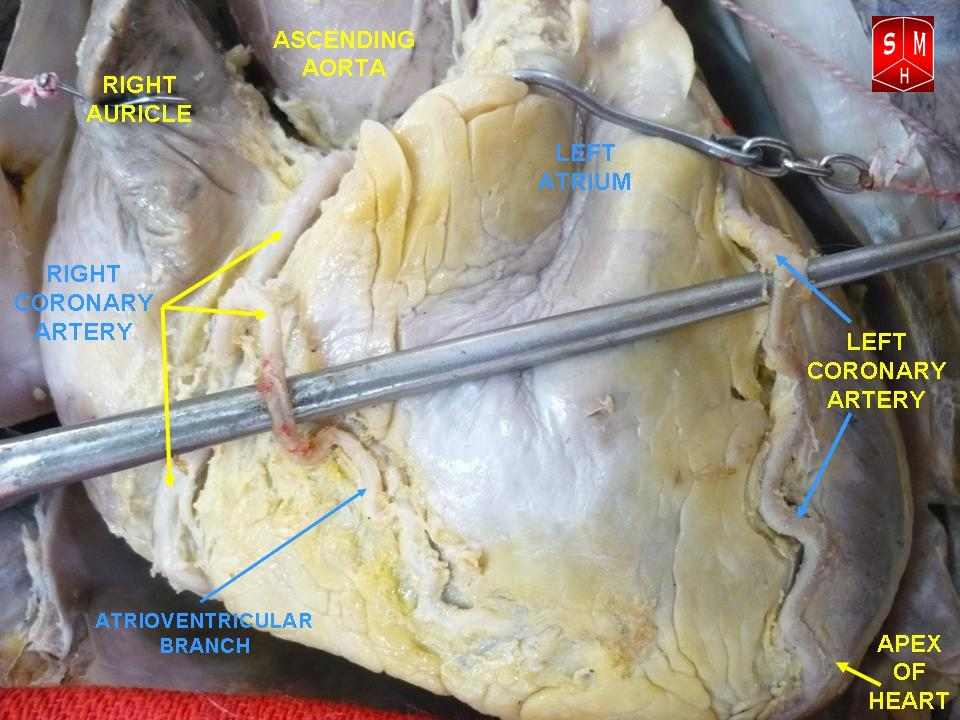
Arteria coronaria sinistra
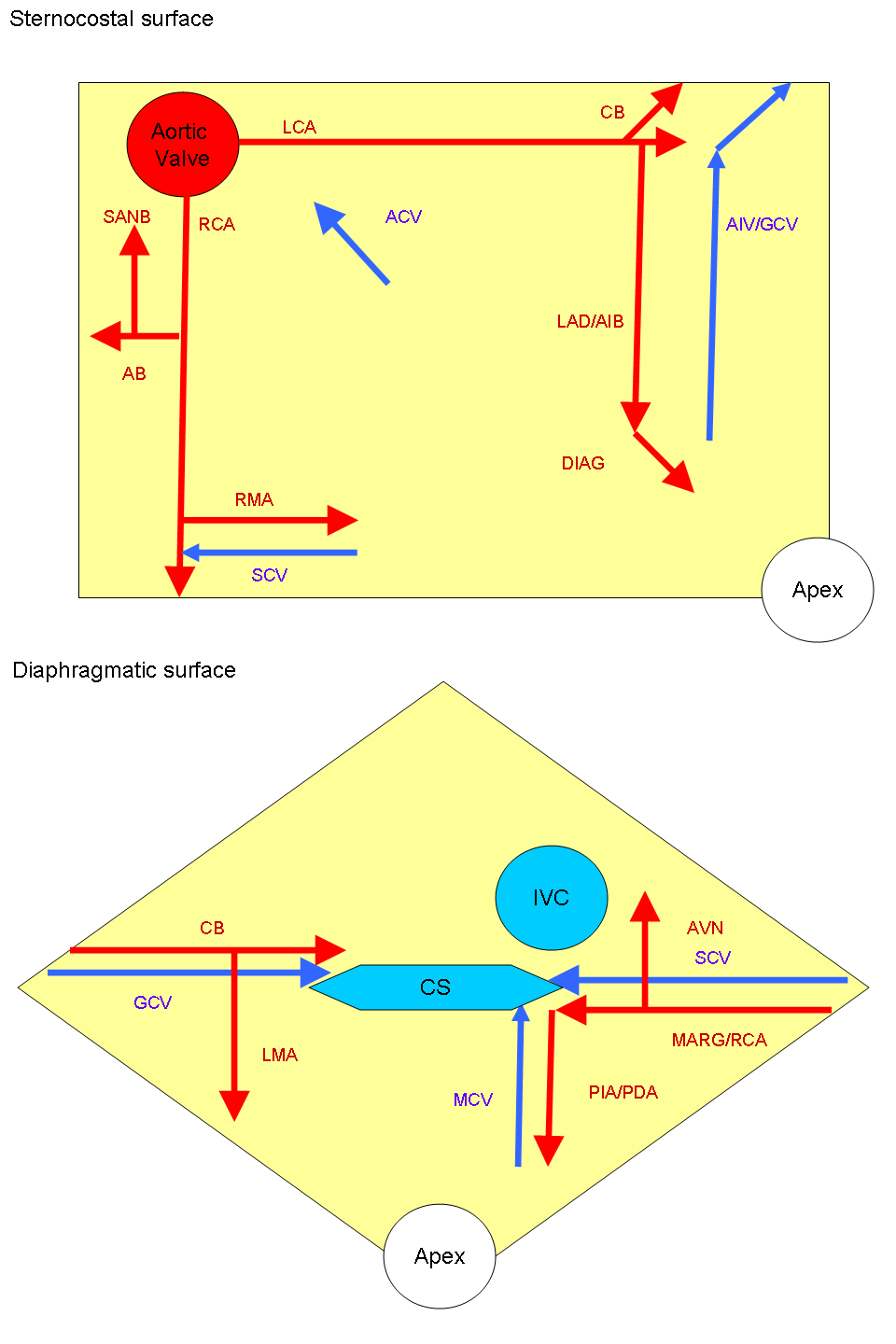
Schema dei vasi cardiaci
Diagramma dell'arco aortico
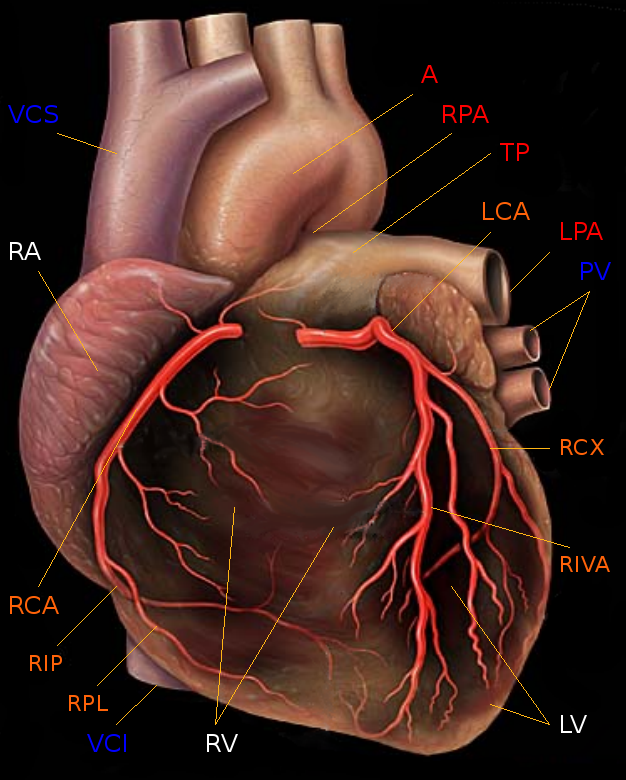
Visione laterale del cuore